# Synagoge Eisenach

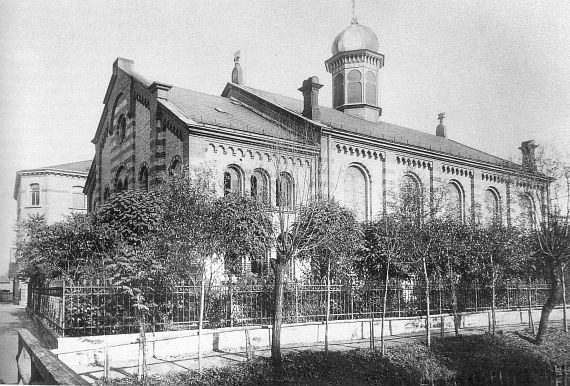
Die Synagoge in Eisenach um 1900

Die Neue Synagoge in der thüringischen Stadt Eisenach im Wartburgkreis wurde 1885 eingeweiht, im Zuge der Novemberpogrome am 9. November 1938 in Brand gesetzt und die Ruine 1939 abgetragen. An ihrem früheren Standort befindet sich heute eine Gedenkstätte.

## Geschichte

### Vorgängerbauten
Eine Synagoge existierte in Eisenach seit dem Mittelalter. Sie befand sich in der damaligen Judengasse, im Bereich der heutigen Karlsstraße 23 und existierte bis ins 19. Jahrhundert. Davor befand sich vermutlich bereits im 14. Jahrhundert eine Synagoge im Bereich der heutigen Löbergasse.
Am 30. September 1864 wurde ein Gebetsraum im Hinterhaus des Hauses Jakobsplan 19, das von der jüdischen Gemeinde erworben wurde, eingeweiht. Die jüdische Gemeinde wuchs schnell und der Gebetsraum wurde bald zu klein. 1882 begrenzte die großherzogliche Verwaltung die Kapazität des Raumes aus Sicherheitsgründen auf 100 Gläubige. Jüdische Feste wurde in dieser Zeit im Gasthaus Zum Löwen, der heutigen Gedenkstätte Goldener Löwe, in der Marienstraße gefeiert.
Aus diesen Gründen suchte die jüdische Gemeinde ab 1883 nach einer geeigneten Stelle für einen Synagogenneubau.

### Neue Synagoge

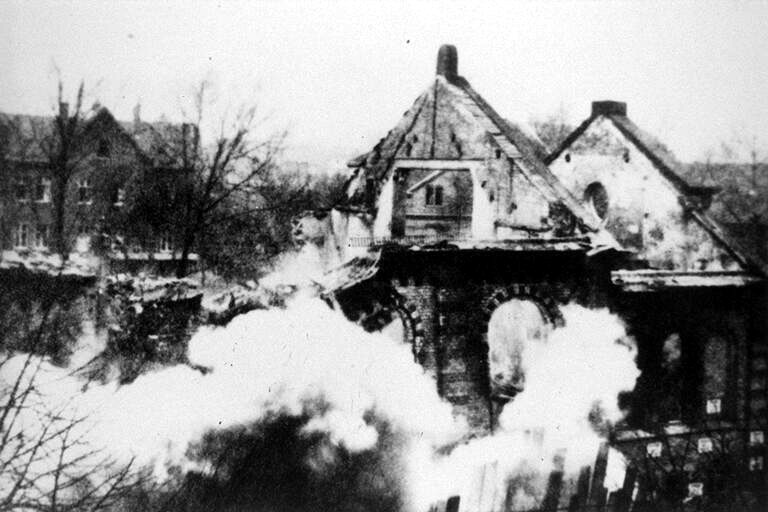
Die brennende Eisenacher Synagoge, 10. November 1938

Der Synagogen-Neubau in der Wörthstraße 26 (heute: Karl-Marx-Straße), am Nordufer des Mühlgrabens, wurde 1884–1885 durch den Eisenacher Architekten Hermann Hahn erbaut. Am 10. April 1884 erfolgte die Grundsteinlegung, am 8. Januar 1885 die feierliche Einweihung. Zum Gebäude der Synagoge gehörten neben Gebetsräumen auch Konferenzräume, Büros und Klassenzimmer für die religiöse Erziehung der Kinder.
Bereits 1923 und 1925 kam es zu kleineren Anschlägen auf die Synagoge, es wurden die Fenster der Synagoge zerbrochen. Nach der Machtübernahme durch die Nationalsozialisten im Jahr 1933 versuchten drei Unbekannte einen Sprengstoffanschlag auf das Gebäude.
Am 9. November 1938 drangen Mitglieder der Hitler-Jugend und der SA in die Synagoge ein, zerstörten das Mobiliar und plünderten die Ritualgegenstände. Gegen 22.30 Uhr wurde das Gebäude in Brand gesetzt.
Die Brandruine wurde kurz darauf abgetragen und das Grundstück in den Besitz der Stadt überführt.

## Gedenkstätte

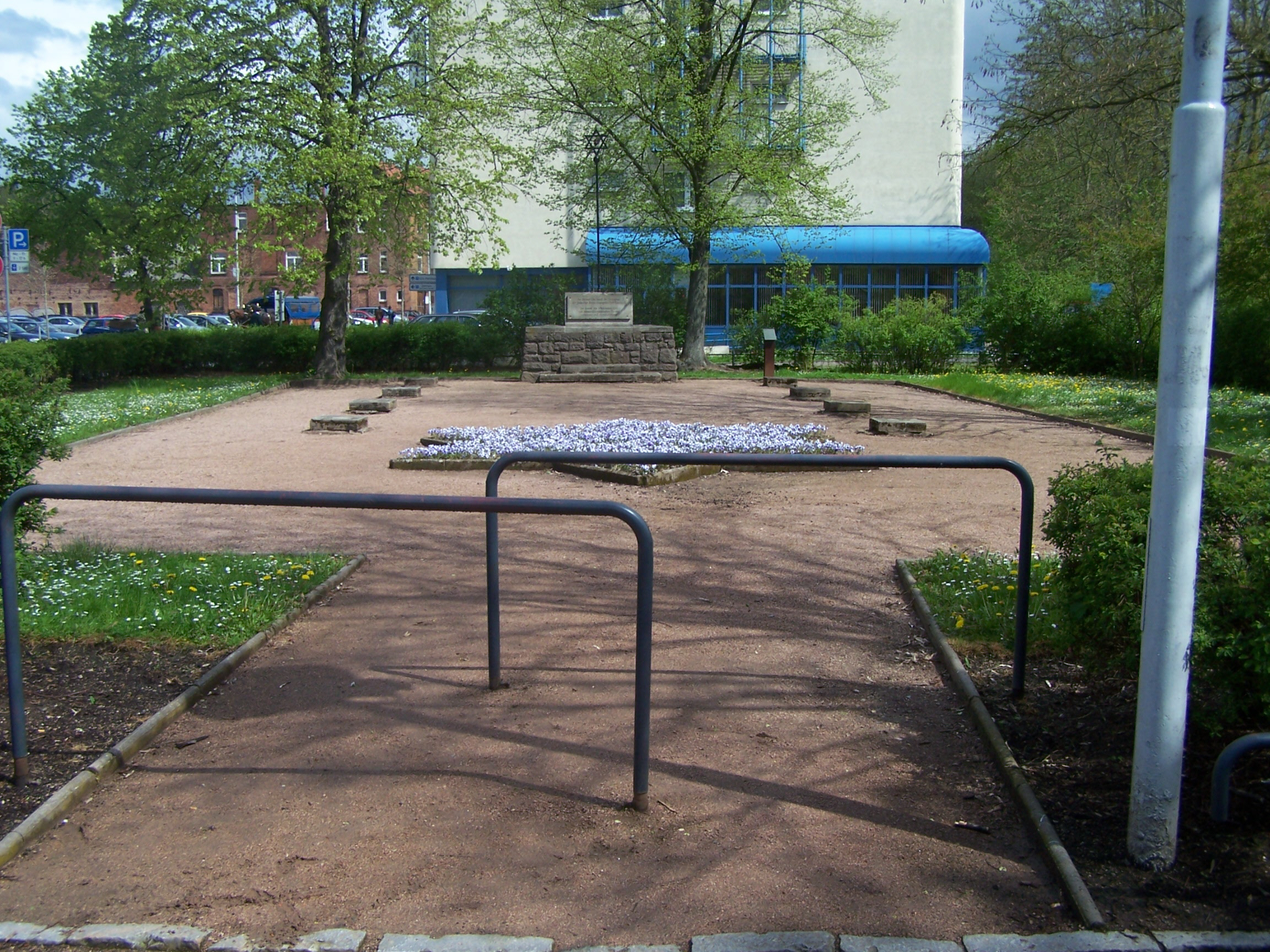
Synagogen-Gedenkstätte

Am 21. September 1947 wurde an der Stelle der Synagoge in Anwesenheit von wichtigen Persönlichkeiten der Stadt und des Landes Thüringen eine Gedenkstätte eingeweiht. Sie besteht aus einer geschotterten Fläche mit dem Grundriss der Synagoge, der von Steinplatten im Boden markiert wird. Davor ist ein Pflanzbeet in Form eines Davidsterns eingelassen. An der Ostseite befindet sich ein Denkmal aus Steinen der Synagoge. Auf dem Denkmal sind ein Davidstern und beidseitig je eine Menora befestigt, an der Vorderseite befindet sich eine Gedenktafel.
1998 wurde die Gedenktafel durch eine Tafel mit der Aufschrift ersetzt:

„An diesem Ort stand die Synagoge der jüdischen Religionsgemeinschaft von Eisenach. Sie wurde am 9. November 1938 von nationalsozialistischen Horden verwüstet und niedergebrannt.“

## Weitere Gedenkstätten in Eisenach
- Eine Gedenktafel im Eisenacher Hauptbahnhof erinnert an die Deportation der Eisenacher Juden aus der Stadt.
- Seit August 2009 wurden in Eisenach Stolpersteine zum Gedenken an die ermordeten jüdischen Bürger der Stadt verlegt.